# STX Corporation
STX Corporation je južnokorejska korporacija, ki se ukvarja z ladjedelništvom, energetiko, gradbeništvom, ladijskin transportom, trgovino in finančnimi storitvami. 
Podružnica STX Offshore & Shipbuilding je četrti največji ladjedelničar na svetu, STX Europe pa drugi največji ladjedelničar v Evropi. 

## Podružnice
Ladjedelništvo
- STX Offshore & Shipbuilding
- STX Europe
- STX Dalian
- STX-VINA Heavy Industry co., Ltd
- Far Eastern Shipyard-STX

Motorji
- STX Engine
- STX Metal
- STX Heavy Industries (veliki motorji)

Gradbeništvo
- STX Construction
- STX Heavy Industries

Energija
- STX Energy
- STX Solar
- Tiger Oil

Ladijski prevoz
- STX Pan Ocean

Finance
- Heungguk Mutual Savings Bank